# Stjärnsund
För andra betydelser, se Stjärnsund (olika betydelser).
Stjärnsund är en småort i Hedemora kommun i Dalarna belägen 28 kilometer nordost om tätorten Hedemora. Orten ingår i Husbyringen och utgör ett intressant besöksmål för den som vill uppleva en del av den svenska järnbrukshistorien. Stjärnsundsuren kommer från Stjärnsund och Stjärnsunds herrgård samt Stjärnsunds kyrka ligger på orten. 

## Historia

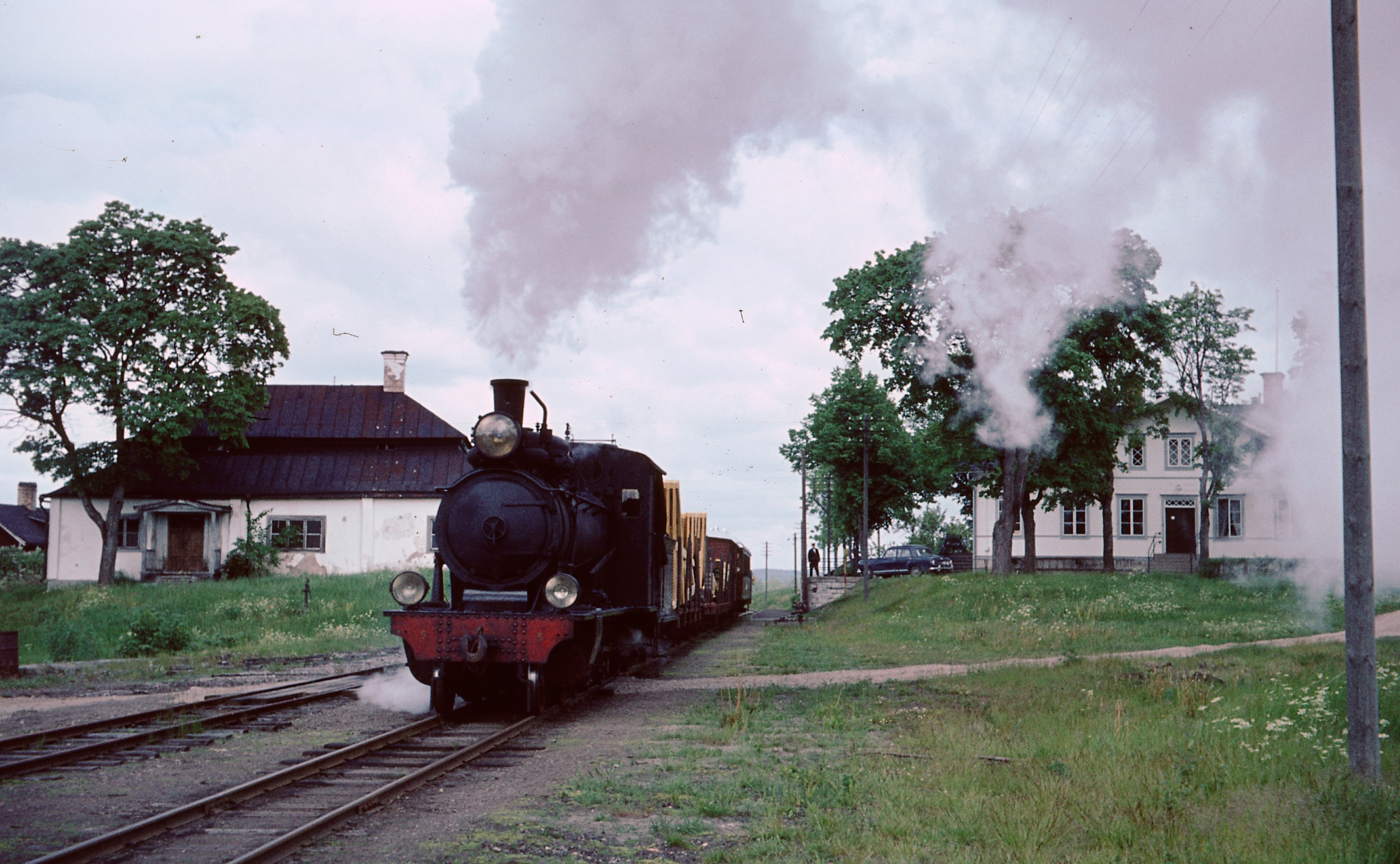
Tåg vid Stjärnsunds station 1965.

Tidigare stavning av namnet Stjärnsund var Stiernsund. Detta namn hade orten efter en av manufakturverkets grundare Gabriel Weldt (samma år som Sund inköptes adlad Stierncrona), och det ursprungliga namnet på byn var Sund. Gabriel Stierncrona och Christopher Polhammar (senare adlad Polhem) sökte en lämplig plats att anlägga ett järnmanufakturverk på. De fann år 1699 byn Sund i Dalarna, som låg mellan sjöarna Grycken och Sörbosjön, som de tyckte var lämplig. 
Stiernsunds första stiftelseurkund hade följande formulering: "Iag Stierncrona med capital och iag Polhammar med wett och förstånd hafwa beslutat anläggia manufacturwärk."
Produktionen skulle bestå av all möjlig slags manufaktur: "åskilliga slags köpskredskap, grytor, pottor, mortlar och mera slijkt" liksom "hwarjehanda handtwärcks Instrumenter för Snickare, Smeder, Bildthuggare, Swarfware, Uhrmakare, Gulldragare, Snörmakare och flere" och "Låås med dörbeslag, Faat, Skålar, Skedar... Skrfwetvingar, Fäldtsängiar, Stolar och annat dylijkt…".
Manufakturverket erhöll 20 års skattefrihet och erhöll även senare ytterligare lättnader. Trots det gick det kärvt för bruket. Markerna som hörde till bruket var magra och man hade svårt att förse bruket med livsmedel. Det låg även en halv mil från kyrkan, varför Polhem upplevde att ordningen inte var den bästa. Han fick efter en skrivelse tillstånd att anställa en hjälppräst och slutligen på 1730-talet fick Stjärnsunds bruk en egen kyrka. Några bruksarbetarbostäder fanns inte heller, utan många av arbetarna bodde i stället i kringliggande byar. En del kom efterhand att uppföra egna gårdar på brukets ägor. Många av de dugligaste arbetarna valde att lämna bruket för att söka bättre arbeten.
Gabriel Stierncrona, som stod för 2/3 av utgifterna men även skulle erhålla 2/3 av vinsten kom själv inte att sköta det praktiska arbetet vid Stjärnsund utan det överläts på Polhem, som från 1701 flyttade hit. Han befann sig dock långa tider på resor runt i Sverige och torde ha haft svårt att hålla någon direkt uppsyn över verksamheten. 1723 avled Stierncrona och efter detta delades inkomster och utgifter lika mellan Polhem och Stierncronas arvingar. Polhem kom dock vid det laget att ha förlorat sitt intresse i bruket, och arrenderade ut sin andel, från 1729 till sin svärson Reinhold Rückersköld. 1737 drabbades Stjärnsund av en brand som förstörde såväl verkstäder som bostadshus. Efterhand kom de Polhemska arvslotterna att samlas hos Polhems dotterson Reinhold Galle Rückersköld som gjorde andelen till fideikommiss inom släkten. Även Stierncronas andel hade redan 1721 blivit fideikommiss. 1755 besökte Samuel Schröderstierna bruket, här tillverkades då förutom hammarsmedja en spiksmedja, en verkstad för tillverkning av föremål i bleckplåt och låssmidesfabrik samt ett urmakeri. En maskin för tillverkning av filar hade konstruerats av Polhem men förstörts i branden 1737. Anders Polhammar kom att fungera som driftsledare för den Polhemska delen medan Carl Fredrik Hilleström fungerade som driftsledare för den Stierncronska delen. Det kom ganska snart att leda till konflikter.
Vid Stjärnsund fanns även en masugn, som 1787 dock flyttades till Silfhytteå, där den förblev i drift till 1875. 1820 samlades hela bruket på en ägare sedan Reinhold Galle Rückerskölds systerson Johan Reinhold Stéenman köpte den Stierncronska andelen. Under 1800-talet kom hammarsmidet att få allt större betydelse för bruket. Stéenmans dotterson sålde på 1850-talet Stjärnsund till ett av M F Waern bildat bolag, som 1872 köptes av Klosters AB. Under 1850-talet ersattes tysksmidet av lancashiresmide, och 1884 lades det ned. Från 1870-talet började i stället valsningen av järnplåt vid Kloster att flyttas över till Stjärnsund.
Under hela dess livstid utgjorde orten den viktigaste mellanstationen på smalspåriga Byvalla-Långshyttans Järnväg. Den allmänna trafiken inleddes 1893 och upphörde 1964. Järnvägen tillkom som ersättare för äldre tiders sjötransportleder.
Klosterverken var efter 1920-talets ekonomiska kris konkursmässiga och kom att hamna i Svenska Handelsbankens ägo, De bildade Fagersta Bruks AB av en rad bruk som kommit i deras ägor, varvid verksamheten i Stjärnsund kom att flyttas över till Långshyttan. Den sista verksamheten var finvalsverket som lades ned 1942. Manufakturverket drevs vidare till 1920-talet och tillverkade då valsar, stenredskap, vagnar, plåtarbeten med mera.
Urmakeriet, som särskilt omhuldades av Anders Polhammar. Sedan han 1760 lämnat bruket belsutade Reinhold Galle Rückersköld som efterträdde Polhammar som arbetsledare att göra arbetarna i urfabriken till frimästare och själv få sälja sina alster. De flesta valde då att flytta från bruket. I slutet av 1700-talet fanns endast tre kvar. 1846 flyttade C. J. Trång, den sista urmakaren till grannbyn Rörshyttan. I början av 1900-talet kom dock bruksledningen vid Kloster att intressera sig för att återuppta urtillverkningen. maskinisten Johannes Goude bedrev tidigare småskalig urtillverkning i sin stuga i Stjärnsund. 1906 lät fabriksledningen uppföra en verkstad för tillverkning i bolagets regi. Sedan Fagerstakoncernen tagit över 1927 lade man ned tillverkningen som olönsam, men Johannes Goude valde då att bilda en egen firma för att driva vidare tillverkningen på orten.

## Stjärnsunds herrgård
Den stora herrgården uppfördes 1779 i nyklassicistisk stil på initiativ av Christopher Polhems dotterson Reinhold Galle Rückersköld  (1726-1787). Herrgården var bostad för brukets ägare och disponenter fram till 1900-talets början. I stora herrgården är flera interiörer från 1700-talet bevarade. Samtidigt med huvudbyggnaden byggdes Östra och Västra flygeln som består av flera hopbyggda paviljonger. Anläggningen är ett byggnadsminne.
Lilla herrgården avslutar hela gårdsbebyggelsen mot norr och tillkom 1916 efter ritningar av arkitekt Ragnar Hjorth. På platsen för Lilla herrgården låg ursprungligen Stjärnsunds brukskyrka som ersattes i slutet av 1800-talet av ett orangeri. Lilla herrgården är idag privatbostad.

## Bilder, herrgården

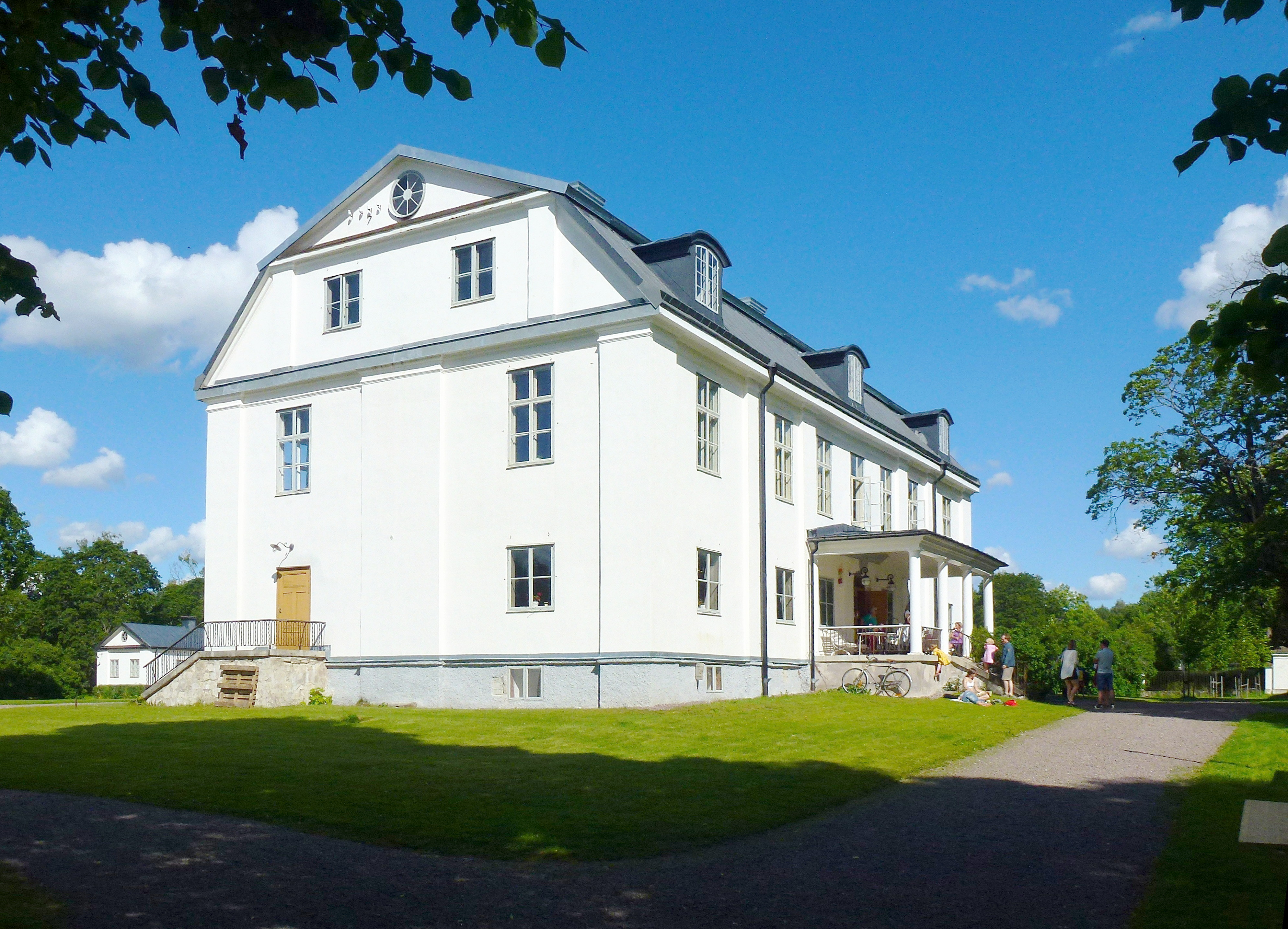
Stora herrgården
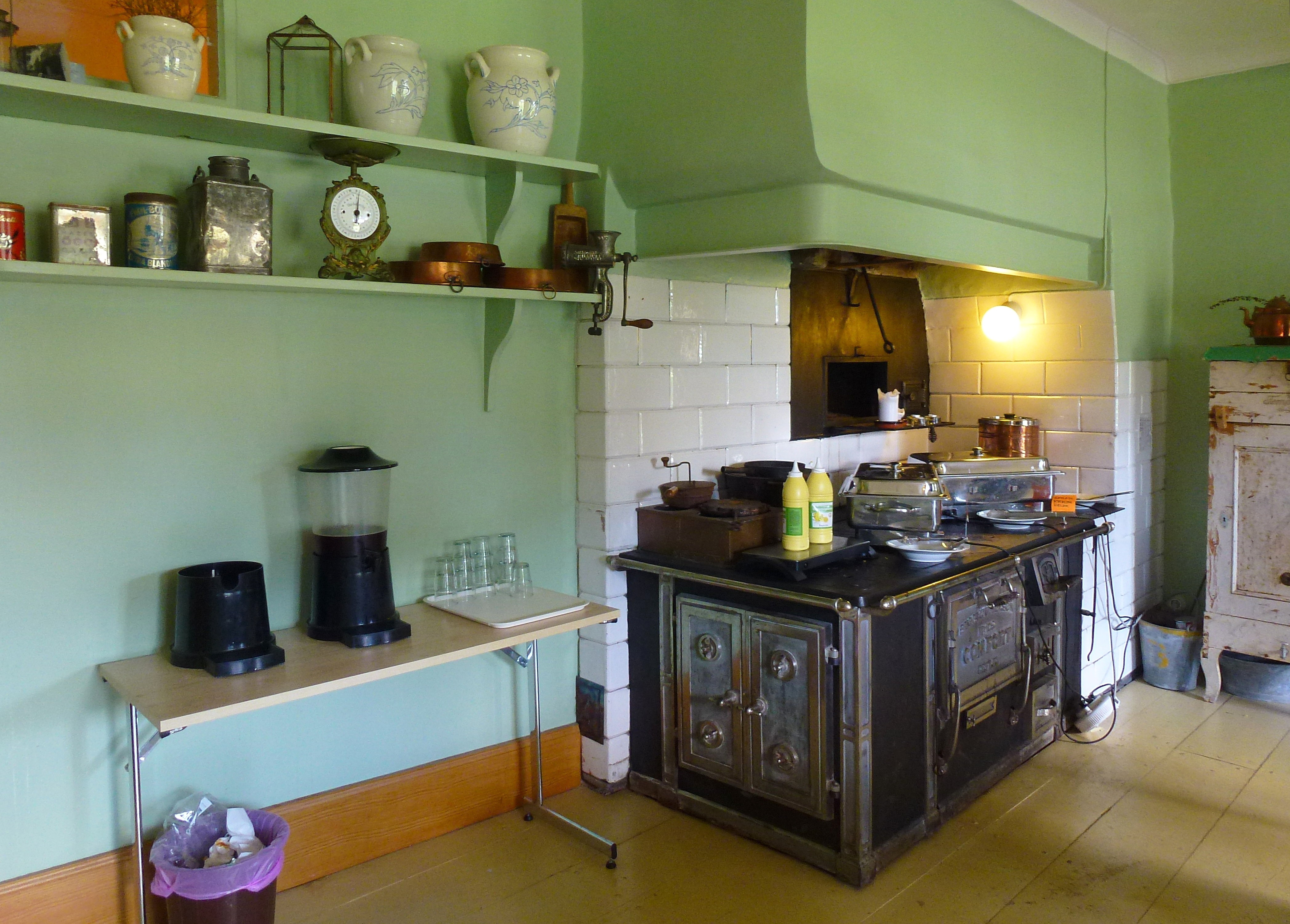
Köket i Stora herrgården
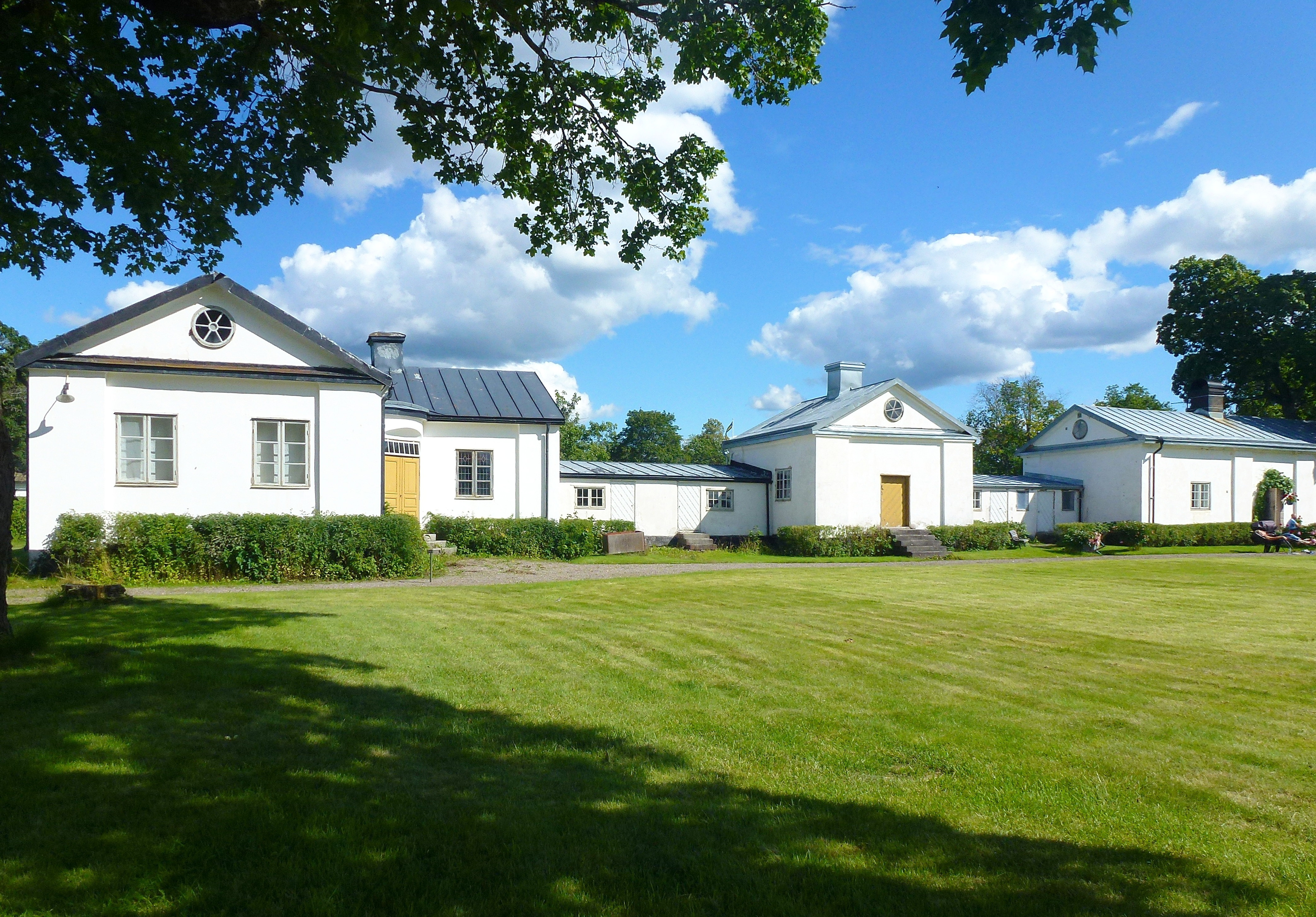
Västra flyglarna
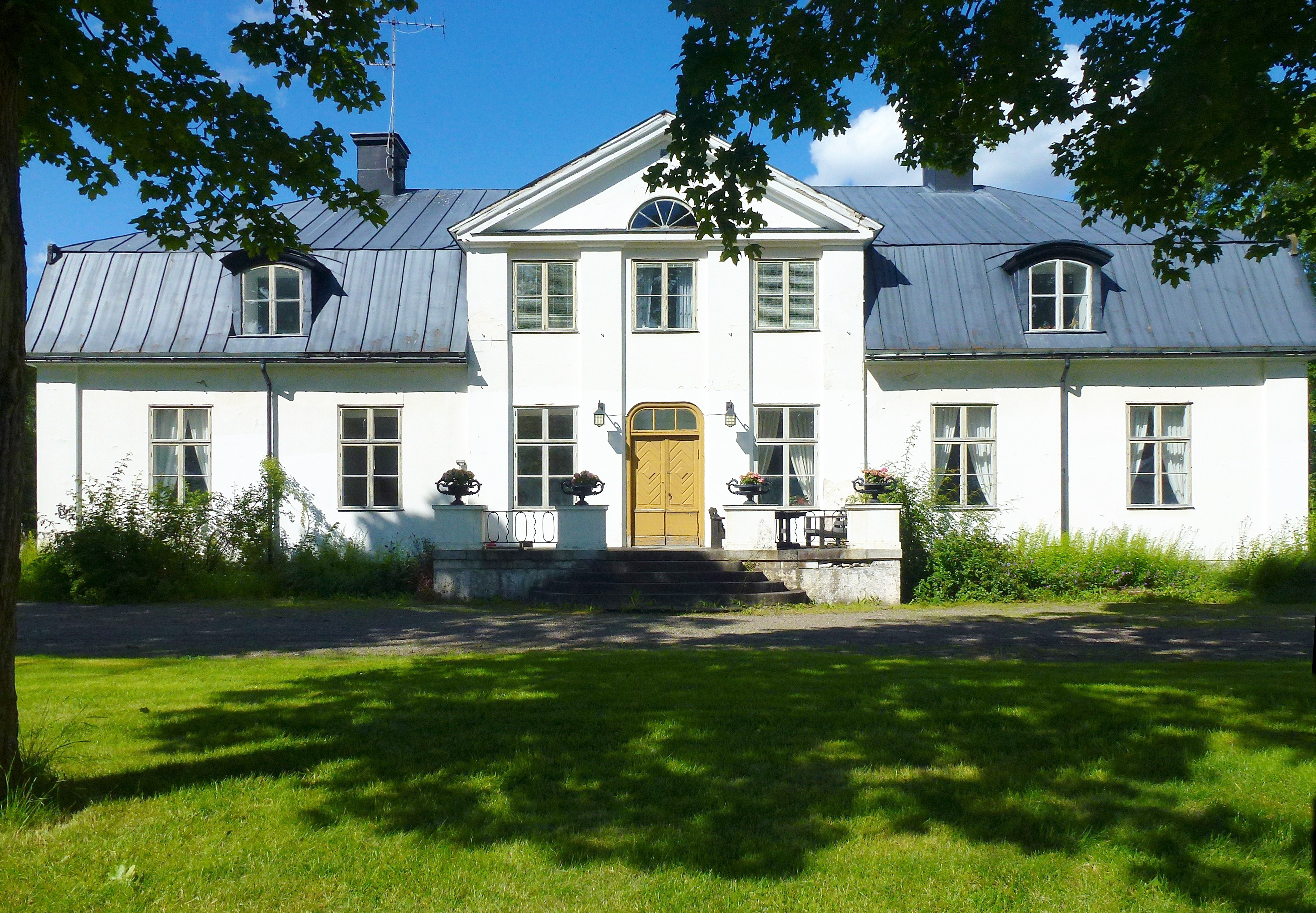
Lilla herrgården
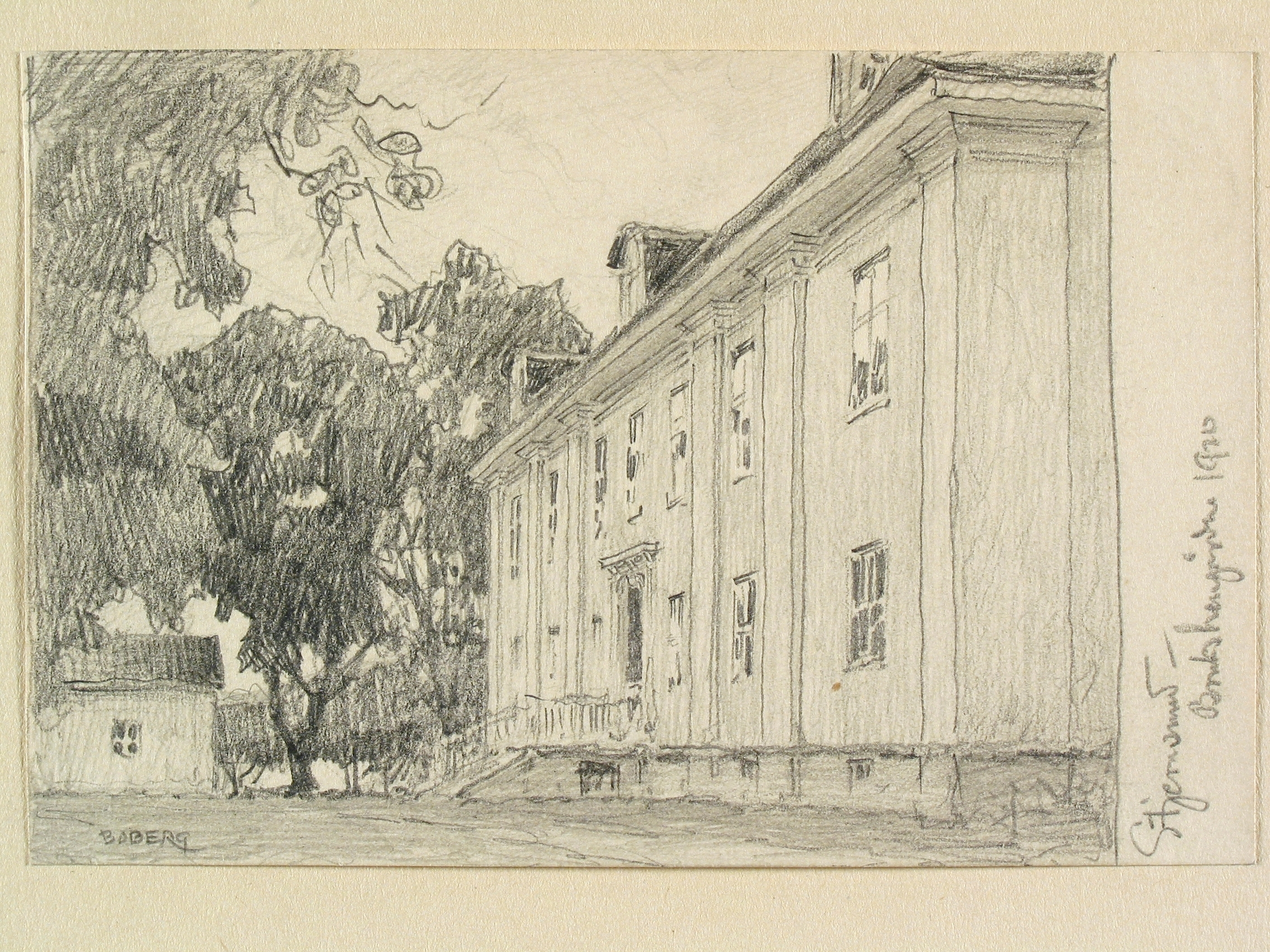
Stjärnsunds herrgård tecknad av Ferdinand Boberg 1920.

## Bilder, övriga byggnader

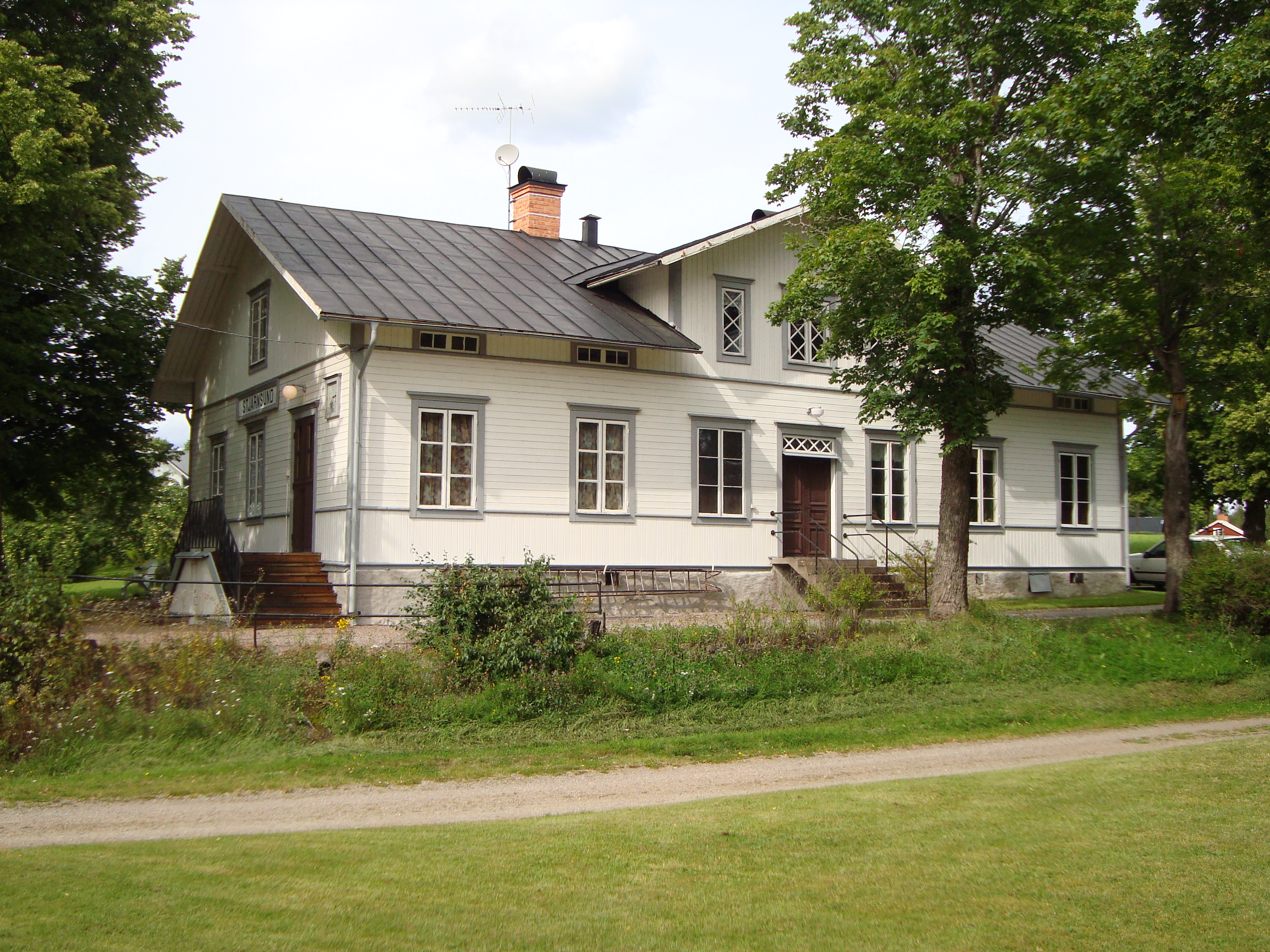
Stationshuset.
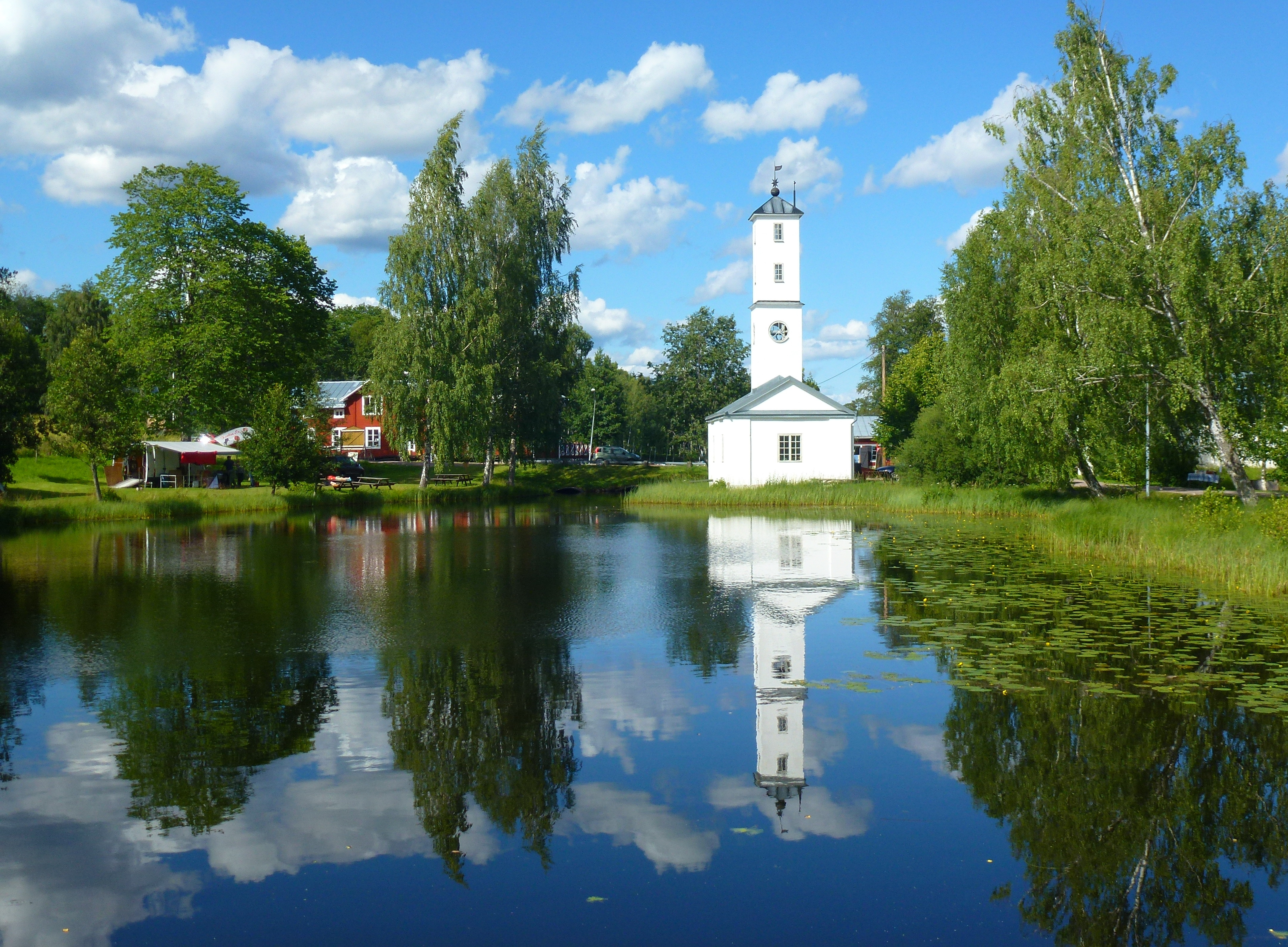
Gamla brandstationen.
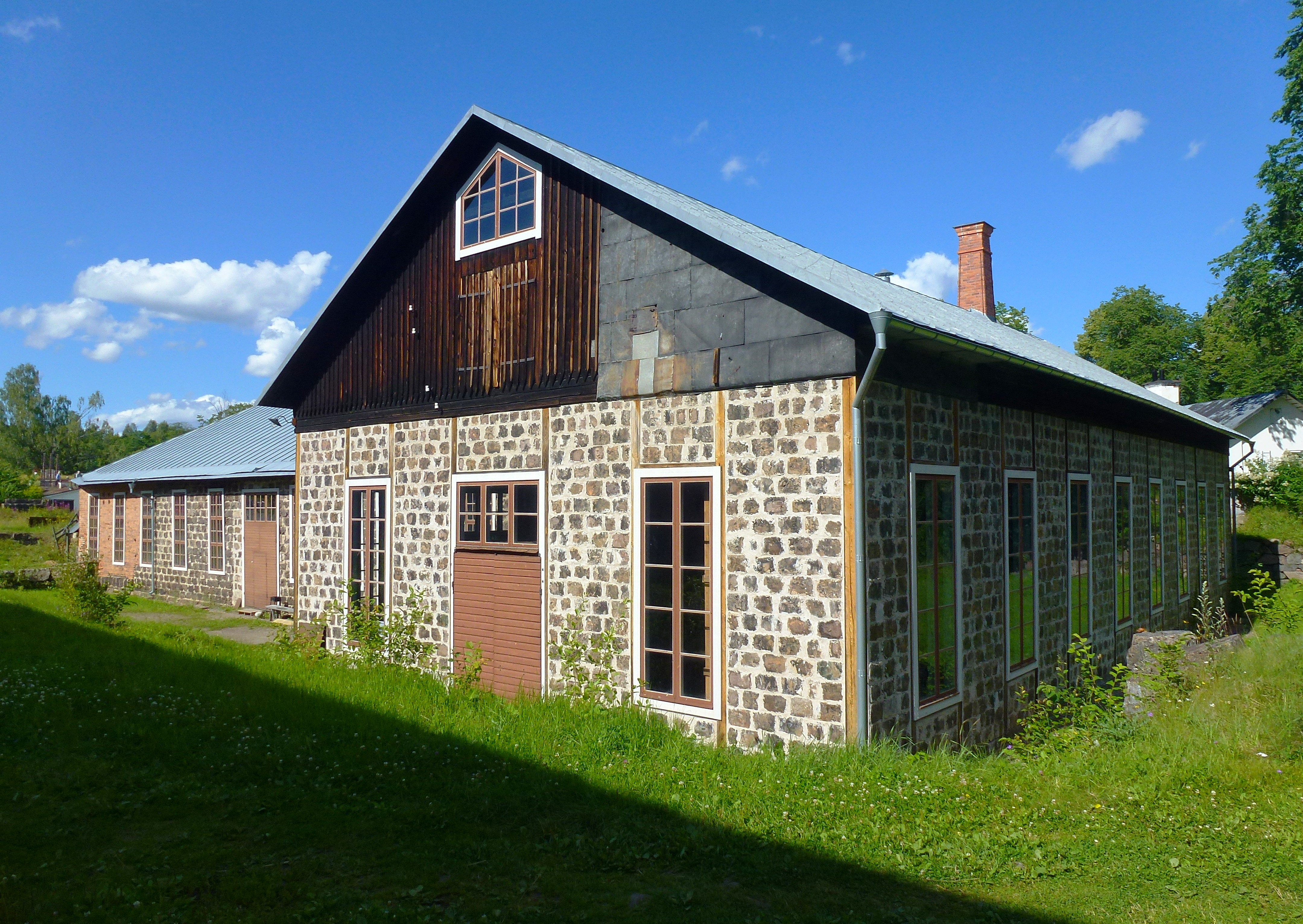
Sjärnsunds smedja är numera samlingslokal.
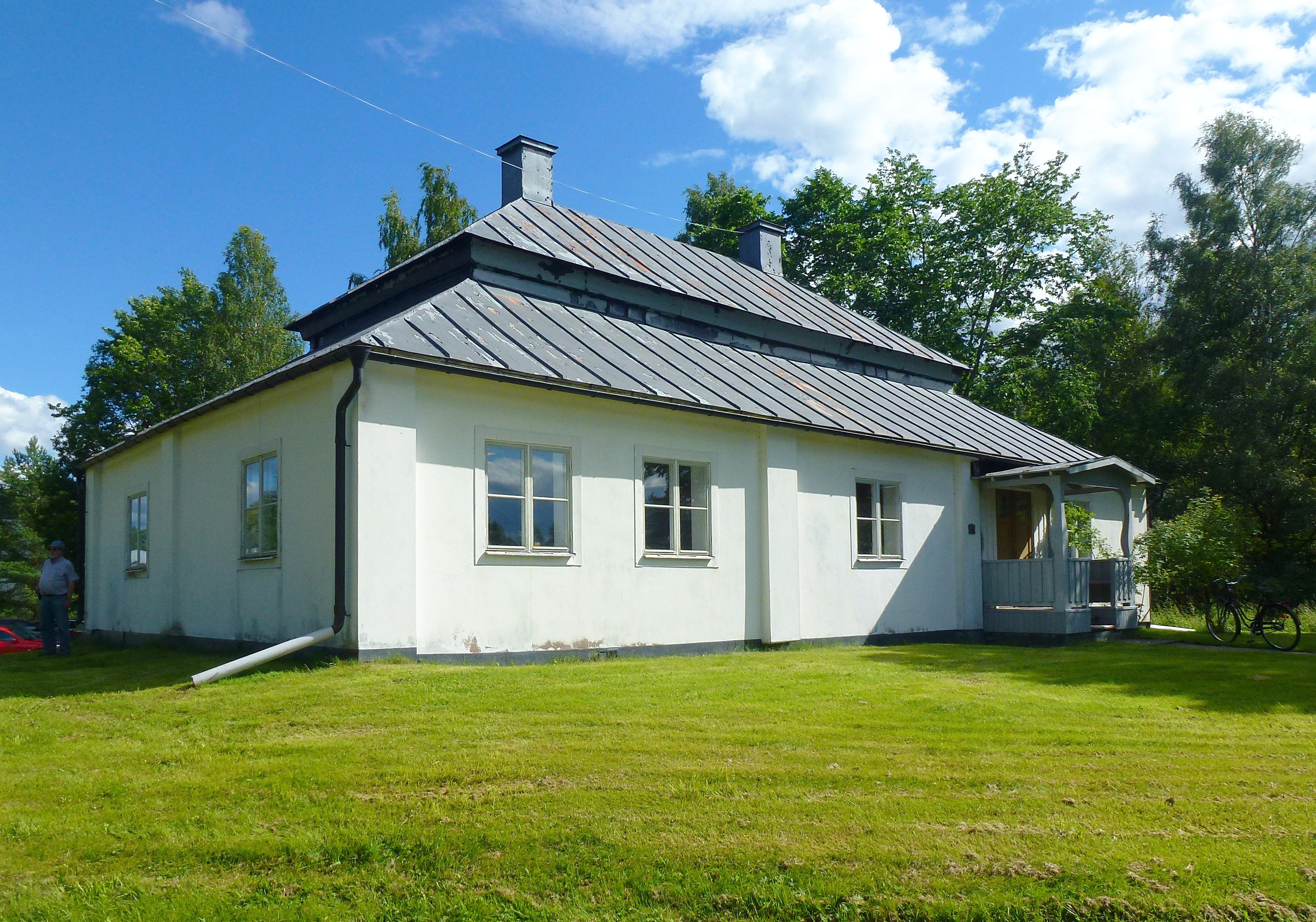
Polhemsmuseet.

### Befolkningsutveckling
| Befolkningsutvecklingen i Stjärnsund 1950–2015 | Befolkningsutvecklingen i Stjärnsund 1950–2015 | Befolkningsutvecklingen i Stjärnsund 1950–2015 | Befolkningsutvecklingen i Stjärnsund 1950–2015 | Befolkningsutvecklingen i Stjärnsund 1950–2015 |
| ---------------------------------------------- | ---------------------------------------------- | ---------------------------------------------- | ---------------------------------------------- | ---------------------------------------------- |
|                                                |                                                |                                                |                                                |                                                |
| År                                             |                                                |                                                | Folkmängd                                      | Areal (ha)                                     |
| 1950                                           | 1950                                           |                                                | 482                                            |                                                |
| 1960                                           | 1960                                           |                                                | 324                                            |                                                |
| 1965                                           | 1965                                           |                                                | 233                                            |                                                |
| 1970                                           | 1970                                           |                                                | 210                                            |                                                |
| 1990                                           | 1990                                           |                                                | 191                                            | 53#                                            |
| 1995                                           | 1995                                           |                                                | 154                                            | 40#                                            |
| 2000                                           | 2000                                           |                                                | 174                                            | 48#                                            |
| 2005                                           | 2005                                           |                                                | 158                                            | 48#                                            |
| 2010                                           | 2010                                           |                                                | 161                                            | 51#                                            |
| 2015                                           | 2015                                           |                                                | 167                                            | 70#                                            |
| Anm.: Upphörde som tätort 1980. # Som småort.  |                                                |                                                |                                                |                                                |